# Areum-dong
Areum-dong (koreanska: 아름동) är en stadsdel i staden Sejong, Sydkorea. Den ligger 115 km söder om huvudstaden Seoul.